# سانت أنجيلو فاسانيلا
سانت أنجيلو فاسانيلا هي كومونا مدينة في بلدية ساليرنو في منطقة كامبانيا جنوب غرب إيطاليا .

## الجغرافيا
تقع هذه المدينة في الشمال الشرقي من سيلينتو ، بالقرب من سلسلة جبال ألبورني . و يحد إقليمها البلدي كل من بيلوسغاردو و كورليتو و مونفورتي و أوتاتي و بيتينا و روسينيو .

## روابط خارجية
- Official website باللغة الإيطالية